# Epimyrma zaleskyi
Epimyrma zaleskyi är en myrart som beskrevs av Josef V. Sadil 1953. Epimyrma zaleskyi ingår i släktet Epimyrma och familjen myror. IUCN kategoriserar arten globalt som sårbar. Inga underarter finns listade i Catalogue of Life.